# عوس (صلالة)
عوس منطقة سكنية تقع في ولاية صلالة، التابعة لمحافظة ظفار في سلطنة عمان. يقدر عدد سكانها بـ 9 نسمة حسب إحصاء عام 2010 التابع للمركز الوطني للإحصاء والمعلومات الحكومي. رمز المنطقة هو 20140204.

## الوصلات الخارجية
- المركز الوطني للإحصاء والمعلومات، سلطنة عمان